# Thomas Schmidt (Germanist)
Thomas Schmidt (* 1963) ist ein deutscher Germanist.

## Leben
Nach dem Studium der Germanistik und Philosophie in Jena und Göttingen und der Promotion in Göttingen 1998 ist er seit 2006 im Deutsches Literaturarchiv Marbach als Leiter der Arbeitsstelle für literarische Museen, Archive und Gedenkstätten in Baden-Württemberg tätig. 2021 wurde er zum Honorarprofessor der Universität Heidelberg ernannt.

## Schriften (Auswahl)
- Kalender und Gedächtnis. Erinnern im Rhythmus der Zeit. Göttingen 2000, ISBN 3-525-34018-4.
- Der Kalender und die Folgen. Uwe Johnsons „Jahrestage“. Ein Beitrag zum Problem des kollektiven Gedächtnisses. Göttingen 2000, ISBN 3-525-20943-6.
- mit Michael Davidis: Schiller in Marbach. Die Ausstellung im Geburtshaus. Marbach am Neckar 2010, OCLC 707168284.
- Johann Peter Hebel und der Belchen. Marbach am Neckar 2011, ISBN 978-3-937384-60-3.